# SHAKER (中森明菜のアルバム)
『SHAKER』（シェイカー）は、日本の歌手中森明菜の17枚目のスタジオ・アルバム。このアルバムは1997年3月21日にMCAビクターよりリリースされた (CD: MVCD-38)。2002年12月4日には『SHAKER+3』としてユニバーサルJから再発売された。

## 背景
『SHAKER』は、前作『la alteración』からおよそ1年6か月ぶりとなるスタジオ・アルバムで、1997年3月21日にCD (MVCD-38)でリリースされた。また、中森がMCAビクター在籍時最後にリリースしたアルバムともなった。初回生産分は、スリーブケース仕様となっている。このアルバムのプロデュースは、前作に続いて中森が担当した。レコーディングは、Victor Studio、Sound Valley、Studio Take One、Art Works Studio、ハートビートレコーディングスタジオ、Sedic Audio Studio、One Voice Studioで行われ、ボーカル録音は、ニューヨークのSound on Sound Studiosで行われた。このニューヨークでは、ジャケット撮影も行われている。
中森は、このアルバムでは、聴く人の心を癒し、元気づけたいと基本コンセプトを述べている。そこで、心地良く聴いてもらうため、様々なタイプの楽曲を集めたという。当初、このアルバムのタイトルはイタリア語で"Dolce"であったが、ある時、この収録楽曲の1曲1曲を酒に見立てることを考え、その時々の心理状態に合わせた種々異なる酒を楽しんだり、これらの楽曲がカクテルのように全て混ぜ合わされたニュアンスを表現したいと思い立ち、カクテルなどを作るための器具であるシェイカー (SHAKER)というタイトルに改めたと中森は語っている。
収録楽曲の音楽的なジャンルについて『CDジャーナル』は「16ビートのヒップホップ・ソウル的なサウンドから、躍動感あふれるファンキーなナンバー、ダンサブルなポップ・チューン、マイナー歌謡曲など」と指摘している。また朝日新聞では、デジタル的なサウンドからアコースティックな楽曲が収められたと解説した。
同紙のインタビューで中森は、実質的な音楽プロデューサーの変更に伴い、新たな歌唱法に挑戦することにしたが、本作の楽曲のほとんどにおいて、自身のキーに合わせた歌唱をしていないという。このため、その場から抜け出したくなるほどの思いに駆られ、自身の中で腑に落ちない感覚や不安を抱くこともあったが、本作が仕上がった後、改めて試聴してみると、最終的には積極的に挑んで良かったと納得することが出来たと振り返っている。加えて、スタッフとの協力のもと、新たな一面を打ち出すことも出来たと述べた。
本作発売後の5月3日より、本作を引っ提げた自身にとって9年ぶりとなる全国コンサート・ツアーFelicidadを開催した。
2002年12月には、『SHAKER+3』として本作は再発売された。また、2007年3月21日にリリースされた"桜"にちなんだ楽曲を収録したコンピレーション・アルバム『sakura songs』(CD: UPCH-1538)には、本作収録曲である「桜 （びやく）」が収録された。

## シングル
「MOONLIGHT SHADOW-月に吠えろ」が、本作からのリード・シングルとして1996年8月7日に発売された。小室哲哉プロデュースのこの楽曲は、本作ではアルバム・バージョンで収録され、5曲目に配置された。続いて本作から2枚目のシングルとなった「APPETITE」が1997年2月21日に発売された。この楽曲は、「APPETITE 〜HORROR PLANTS BENJAMIN」として本作ではアルバム・バージョンで収録され、7曲目に配置された。
ガウスエンタテインメントに移籍した1998年2月には、本作収録曲の「月は青く」が、中森の35枚目のシングル「帰省 〜Never Forget〜」のカップリング曲としてリマスタリング収録された。

## 批評
『CDジャーナル』は『SHAKER』について、多彩な楽曲で構成された精力的な作品と指摘した上で、歌唱については、かつての趣が発揮されていると批評している。

## チャート成績
『SHAKER』は、オリコン週間アルバムチャートの1997年3月31日付で、最高順位14位を記録した。同チャートには、計5週に渡ってランクインしている。

## 収録曲
| #         | タイトル                                   | 作詞           | 作曲      | 編曲             | 時間  |
| --------- | ------------------------------------------ | -------------- | --------- | ---------------- | ----- |
| 1.        | 「満月」                                   | 三枝翔         | 山口一久  | 山口一久、角和洋 | 5:28  |
| 2.        | 「Spicy Heart」                            | 真間稜         | 宇野俊秀  | 奈良部匠平       | 4:11  |
| 3.        | 「夜の匂い」                               | 岡部真理子     | 朝本浩文  | 朝本浩文         | 4:48  |
| 4.        | 「おいしい水」                             | 岡部真理子     | 朝本浩文  | 朝本浩文         | 5:37  |
| 5.        | 「MOONLIGHT SHADOW-月に吠えろ」(album mix) | 高見沢俊彦     | 小室哲哉  | 小室哲哉         | 5:33  |
| 6.        | 「赤い薔薇が揺れた」                       | 夏野芹子       | 渡辺未来  | 玉置伸吾         | 4:58  |
| 7.        | 「APPETITE 〜HORROR PLANTS BENJAMIN」      | 夏野芹子       | U-ki      | U-ki             | 5:01  |
| 8.        | 「夢みるように眠りたい」                   | 岡部真理子     | 千沢仁    | 迫田到           | 4:06  |
| 9.        | 「桜」                                     | 夏野芹子       | U-ki      | U-ki             | 4:57  |
| 10.       | 「風を抱き締めて」                         | まつざきゆうこ | 島田昌典  | 島田昌典         | 5:36  |
| 11.       | 「月は青く」                               | 岡部真理子     | 野田敏一  | 玉置伸吾         | 5:08  |
| 合計時間: | 合計時間:                                  | 合計時間:      | 合計時間: | 合計時間:        | 55:34 |

## クレジット
『SHAKER』のライナー・ノーツより
参加ミュージシャン
| - 山口一久：ギター、プログラミング (M-1) - (from modern-grey)：ノイズ効果 (M-1) - 角和洋：キーボード、プログラミング (M-1) - ヤヒロトモヒロ：パーカッション (M-1) - 中尾昌史：マニピュレーター (M-1) - 奈良部匠平：ピアノ (M-2) - ジェミ・テイラー：ギター、ベース (M-2) - 橋本茂昭：マニピュレーター (M-2) - 沖山優司：エレクトリック・ベース (M-3-4) - 古市コータロー：エレクトリック・ギター、アコースティック・ギター (M-3-4) - 朝本浩文：プログラミング (M-3-4)、ハモンドオルガン (M-4) - 村田陽一：ホーン・アレンジメント (M-4)、トロンボーン (M-4、7) - 荒木敏男：トランペット (M-4) | - 山本拓夫：テナーサックス (M-4) - 松尾和博：ギター (M-5) - 笛吹利明：ギター (M-5) - 新倉芳美：コーラス (M-5、8-9) - 鈴木 "Taro" 直樹：アディショナル・プログラミング (M-5) - 玉置伸吾：プログラミング (M-6、11)、アザー・インストゥルメンツ (M-6) - U-ki：プログラミング (M-7、9)、アザー・インストゥルメンツ (M-9) - 渡辺等：ウッドベース (M-7) - 渡辺貴浩：キーボード (M-7) - 吉田治：サックス (M-7) - 小池修：サックス (M-7) - 西村浩二：トランペット (M-7) | - 林雄介：トランペット (M-7) - 迫田到：アコースティック・ギター、アザー・インストゥルメンツ (M-8) - 千代正行：ガットギター (M-8) - 有賀啓雄：エレクトリック・ベース (M-8) - 山木秀夫：ドラムス (M-8) - 柿崎洋一郎：ピアノ (M-8) - 篠崎正嗣：ヴァイオリン (M-8)、胡弓 (M-9) - 屋宜昌登：エレクトリック・ギター、アコースティック・ギター (M-9) - 島田昌典：キーボード、プログラミング (M-10) - 首藤高広：エレクトリック・ギター、アコースティック・ギター (M-10) - 北岡徹也：マニピュレーター (M-10) - 大村憲司：エレクトリック・ギター (M-11) |

スタッフ
| - プロデューサー：中森明菜 - ディレクター：宮脇秀有（MCAビクター） - アディショナル・ディレクター：藤原いくろう (except M5) - ヴォーカル・ディレクション：清水彰彦 (Soytzer Music) - 録音：Victor Studio、Sound Valley、Studio Take One、Art Works Studio、Sound on Sound Recording (N.Y.)、ハートビートレコーディングスタジオ、Sedic Audio Studio、One Voice Studio - ミックス・エンジニア：奥原秀明 (Victor Studio) (M-1, 5-9, 11)、渡辺省二郎 (Power Box) (M-3-4)、林憲一 (Victor Studio) (M-10)、田中邦明 (Sedic) (M-2) - アディショナル・エンジニア：Akira Fueki (Victor Studio) (M4、7)、Tatsuya Ishi (Group DONE) (M-5)、Shigeru Matsumura (M-5)、Hiroshi Shitamiya (Mixer's Lab) | - アシスタント・エンジニア：Seiji Sekine (Victor Studio) (M-6、9-11)、Atsushi Imai (Mixer's Lab) (M-1)、Yasushi Shioda (Studio Take One) (M-3-4)、松永健司 (Mixer's Lab) (M-4)、Miyuki Umeda (Victor Studio) (M-9)、Masaki Sekiguchi (Art Works Studio) (M-8)、Mikirou Yamada (Victor Studio) (M-7)、茨木直樹 (Victor Studio) (M-10)、Masaaki Sudo（ハートビートレコーディングスタジオ）(M-2)、Jason Standard (Sound On Sound Recording Studio)、Yasuhiro Ozaki (Sedic Audio Studio) (M-2)、Hajime Nagai (Brains, Inc.) - マスタリング・エンジニア：山﨑和重 (Victor Studio) - スーパーバイザー：Hiroyuki Iwata（MCAビクター） - エグゼクティブ・プロデューサー：Toshiaki Eda (NAPC)、Jun Usami（MCAビクター） - プロモーション・ディレクター：Jin Kazushi Nakamura（MCAビクター） | - スタジオ・コーディネーター：Takashi Yokoo (Music Land)、Kaoru Miina (Victor Studio) - ニューヨーク・コーディネーター：Toshikatsu Iijima (Legato Music, Inc.) - アート・ディレクション&デザイン：DIAMOND HEADS - 撮影：森川昇 - スタイリスト：東野邦子 - ヘアメイク：Mitsuru Kono - プロップ・スタイリング：Marina Malchin - ロケーション・コーディネーター：FOUNDATION WORLD, Inc. - デザイン・コーディネーター：Tomoe Ohnishi（MCAビクター） - Special Thanks To Yoshimi Niikura (Y't Co., Ltd)、Miki、Lisa Sasano、Sound On Sound Staff |

## 再発盤
『SHAKER+3』（シェイカー・プラス・スリー）は、日本の歌手中森明菜の17枚目のスタジオ・アルバム『SHAKER』のリマスター再発盤。このアルバムは2002年12月4日にユニバーサルJよりCD (UMCK-1153)でリリースされた。2005年7月1日にはmoraにてデジタル・ダウンロードでリリースされた。iTunesでも音楽配信されている。
収録曲
オリジナル盤の収録曲に加えてボーナス・トラックとして、33枚目のシングル「MOONLIGHT SHADOW-月に吠えろ」、34枚目のシングル「APPETITE」と同曲のカップリング曲「SWEET SUSPICION」を含む3曲を収録した。
| #         | タイトル                                    | 作詞  | 作曲・編曲 | 時間 |
| --------- | ------------------------------------------- | ----- | ---------- | ---- |
| 1.        | 「満月」                                    |       |            | 5:29 |
| 2.        | 「Spicy Heart」                             |       |            | 4:11 |
| 3.        | 「夜の匂い」                                |       |            | 4:48 |
| 4.        | 「おいしい水」                              |       |            | 5:36 |
| 5.        | 「MOONLIGHT SHADOW-月に吠えろ (album mix)」 |       |            | 5:33 |
| 6.        | 「赤い薔薇が揺れた」                        |       |            | 5:00 |
| 7.        | 「APPETITE 〜HORROR PLANTS BENJAMIN」       |       |            | 5:01 |
| 8.        | 「夢みるように眠りたい」                    |       |            | 4:06 |
| 9.        | 「桜」                                      |       |            | 4:57 |
| 10.       | 「風を抱き締めて」                          |       |            | 5:36 |
| 11.       | 「月は青く」                                |       |            | 5:09 |
| 12.       | 「MOONLIGHT SHADOW-月に吠えろ」             |       |            | 5:07 |
| 13.       | 「APPETITE」                                |       |            | 5:15 |
| 14.       | 「SWEET SUSPICION」                         |       |            | 4:52 |
| 合計時間: | 合計時間:                                   | 70:40 |            |      |

## リリース履歴
| 発売日         | レーベル                 | 規格  | 品番        | 備考                                   |
| -------------- | ------------------------ | ----- | ----------- | -------------------------------------- |
| 1997年3月21日  | MCAビクター              | CD    | MVCD-38     |                                        |
| 2002年12月4日  | ユニバーサルミュージック | CD    | UMCK-1153   | 『SHAKER+3』                           |
| 2017年5月3日   | ユニバーサルミュージック | UHQCD | UPCH-7271   | 『SHAKER+3』、限定盤                   |
| 2023年5月31日  | ユニバーサルミュージック | CD    | UPCY-7838   | 『SHAKER+3』、スペシャルプライス再発盤 |
| 2023年11月29日 | ユニバーサルミュージック | LP    | UPJY-9341/2 | 初アナログLP化、2枚組限定盤            |

## 参照
1. 1 2 3 4 5 6 7 8 9 10 11 12  『SHAKER』（12cmCD）中森明菜、MCAビクター、1997年3月21日。MVCD-38。
2. ↑  “JBOOK:SHAKER:中森明菜:CD”.  文教堂. 2012年4月10日閲覧。
3. 1 2  “中森明菜「Shaker+3」 - iTunes で「Shaker+3」をダウンロード”.  Apple. 2011年4月12日閲覧。
4. 1 2 3  “SHAKER 中森明菜のプロフィールならオリコン芸能人事典-ORICON STYLE”.  オリコン. 2012年2月14日閲覧。
5. ↑  “中森明菜 / アルテラシオン [CD] [アルバム] - CDJournal.com”.   音楽出版社. 2012年4月11日閲覧。
6. 1 2 3  “中森明菜 / シェイカー [CD] [アルバム] - CDJournal.com”.   音楽出版社. 2012年2月14日閲覧。
7. ↑  『la alteración』（12cmCD）中森明菜、MCAビクター、1995年7月21日。MVCD-25。
8. 1 2 3 4 5 6  水田静子「歌手として、女として15年目の告白 中森明菜「真剣な愛だけが教えてくれるもの」」『JUNON』第25巻第5号、主婦と生活社、1997年5月1日、60頁。
9. ↑  うえちゃんのほっとラジオ ヨッ!お疲れさん. [ラジオ番組]. ニッポン放送.（1997年3月20日）
10. 1 2 3 4 5  “新作アルバム「シェイカー」完成 明菜、9年ぶりツアー”. 朝日新聞（夕刊） (朝日新聞社):  7面、2版. (1997年4月15日)
11. ↑  (1997年) 中森明菜『Felicidad』のツアー・パンフレット.
12. ↑  “中森明菜 UNIVERSAL MUSIC OFFICIAL WEBSITE”. biography.  ユニバーサルミュージック合同会社. 2011年7月22日時点のオリジナルよりアーカイブ。2012年2月14日閲覧。
13. ↑  水田静子「9年ぶりの全国ツアーで完全復活 中森明菜の愛と情熱」『JUNON』第25巻第9号、主婦と生活社、1997年9月1日、140-142頁。
14. 1 2 3  “中森明菜 / シェイカー+3 [再発] [CD] [アルバム] - CDJournal.com”.   音楽出版社. 2012年4月11日閲覧。
15. ↑  “sakura songs”.   ユニバーサルミュージック合同会社. 2011年1月4日時点のオリジナルよりアーカイブ。2011年4月12日閲覧。
16. 1 2  『MOONLIGHT SHADOW-月に吠えろ』（8cmCD）中森明菜、MCAビクター、1996年8月7日。MVDD-10024。
17. 1 2  『APPETITE』（8cmCD）中森明菜、MCAビクター、1997年2月21日。MVDD-10027。
18. ↑  “新星堂ONLINE”. 帰省〜ネヴァー・フォーゲット/月は青く.  新星堂. 2012年7月28日閲覧。
19. ↑  『帰省 〜Never Forget〜』（8cmCD）中森明菜、THIS ONE、1998年2月11日。GRDO-10。
20. ↑  “検索結果-ORICON STYLE アーティスト/CD検索”.   オリコン. 2012年4月11日閲覧。
21. ↑  “mora[モーラ] : 中森明菜「SHAKER+3」を試聴・ダウンロード”.  レーベルゲート. 2012年7月28日閲覧。
22. ↑  “中森明菜”. シェイカー+3.  ユニバーサルミュージック. 2003年4月17日時点のオリジナルよりアーカイブ。2012年7月28日閲覧。